# Усідзіма Сіґеакі
Усідзіма Сіґеакі (яп. 牛島 茂昭; *13 липня 1977, м. Хоккайдо, Японія) — японський саночник, який виступає в санному спорті на професійному рівні з 1996 року. Є ветераном національної команди, як учасник трьох зимових Олімпійських ігор, а в своїх перших іграх в Нагано, посів 16 місце (найбільший його успіх). На світових форумах саночників значних успіхів не здобував (перебуваючи, зазвичай, в межах 2-го десятка). 